# Verona (Missouri)
Verona é uma cidade  localizada no estado americano de Missouri, no Condado de Lawrence.

## Demografia
Segundo o censo americano de 2000, a sua população era de 714 habitantes.
Em 2006, foi estimada uma população de 725, um aumento de 11 (1.5%).

## Geografia
De acordo com o United States Census Bureau tem uma área de
2,3 km², dos quais 2,3 km² cobertos por terra e 0,0 km² cobertos por água.

## Localidades na vizinhança
O diagrama seguinte representa as localidades num raio de 16 km ao redor de Verona.